# Горбоноса гадюка звичайна
Горбоноса гадюка звичайна (Hypnale hypnale) — отруйна змія з роду Горбоноса гадюка родини Гадюкові. Інша назва «індійська носата гадюка».

## Опис
Загальна довжина досягає 30—45 см. Голова широка, трикутна. Її передня частина дуже піднята догори й закінчується горбиком, вкрита дрібними щиточками неправильної форми. Лобові та тім'яні щитки великі. Тулуб товстий. Забарвлення сірувате з великими плямами коричневого кольору. Черево коричнювате або жовтувате з темними плямами. Кінчик хвоста жовтий або червонуватий.

## Спосіб життя
Полюбляє джунглі, кофейні плантації. Активна вранці та вночі. Живиться жабами, ящірками, гризунами та дрібними зміями.
Це яйцеживородна змія. Самиця народжує до 5 дитинчат.

## Розповсюдження
Мешкає у штаті Карнатака (Індія) та на о. Шрі-Ланка.